# Pont de Drottningholm
Drottningholmsbron (en français : pont de Drottningholm) est un pont situé dans la   commune d'Ekerö en Suède,.  

## Situation
Le pont de Drottningholm est un pont routier et de circulation douce qui relie les îles Kärsön (sv) et Lovön du lac Mälar. 
Le pont, qui fait partie de la route comtale 261, est un pont bas, d'environ 250 mètres de long et est situé à proximité immédiate du château de Drottningholm. 
À l'est, en direction de Bromma, le pont de Nockeby mène à la Drottningholmsvägen.